# 렉스 바커
렉스 바커(영어: Lex Barker, 1919년 5월 8일 ~ 1973년 5월 11일)는 미국의 가수, 영화배우, 텔레비전 배우, 연극 배우이다.

## 출연작품

### 영화
- 우먼 타임스 세븐 (1967년)
- 킬러 카니발 (1966년)
- 로빈 후드와 해적들 (1960년)
- 타잔 - 렉스 바커 편 5 (1953년)
- 타잔 - 렉스 바커 편 4 (1952년)
- 타잔 - 렉스 바커 편 3 (1951년)
- 타잔과 노예 소녀  (1950년)
- 타잔의 마천 (1949년)
- 미스터 브랜딩스 (1948년) - 카펜터 포먼 역
- 딕 트레이시 미츠 그루섬 (1947년)
- 십자포화 (1947년)
- 농부의 딸 (1947년)
- 크로크 앤 대거 (1946년)
- 돌 페이스 (1946년)
- 투 가이스 프럼 밀워키 (1946년)
- 인형 얼굴 (1945년)

## 같이 보기
- 조니 와이즈뮬러
- 타잔
- 족 머호니
- 데니 밀러
- 버스터 크래브